# 福島県立相馬高等学校
福島県立相馬高等学校（ふくしまけんりつ そうまこうとうがっこう）は、福島県相馬市に所在する県立高等学校。

## 概要
歴史
1898年（明治31年）創立の「福島県第四尋常中学校」（旧制中学校）を前身とする。1948年（昭和23年）の学制改革により新制高等学校となった。敷地内にある講堂は2018年（平成30年）に国の登録有形文化財に登録された。
設置課程・学科
全日制課程 2学科
- 普通科
- 理数科

校訓
「至誠」
校章
鏡、星6個、ハマナスの葉、刀の絵を組み合わせたものとなっている。
校旗
旧制中学校時代の1910年（明治43年）に制定。校旗発案は多田綱宏（当時校長）、デザインは高橋勇（当時在職教諭）による。校名の「相馬」にちなみ、羽根を有する馬（天馬）2頭が左右から向かい合って、中央に「中」の文字を置いていた。新制高等学校になってからは中央の文字が「高」に改められた。
校歌
旧制中学校時代の1908年（明治41年）に制定。校閲は芳賀矢一（東京帝国大学教授・文学博士）、作詞は吉成新太郎（当時在職教諭）、作曲は渡邊貞雄（福島県師範学校教諭）、編曲は藤田玄播（国立音楽大学教授）による。歌詞は6番まである。
なお、入学した新入生は、入学式の翌日から2週間にわたり、羽織と袴に下駄という出で立ちの応援団部の生徒に校歌と応援歌の指導を受ける。この指導は直立不動で聞き、歌唱するときには仰け反り、肩を組んで大声で歌唱することが求められ、時には1名ずつ壇上で歌唱するように指示される。毎年4月中旬に行われる原町高校野球部との定期戦（相高原高野球定期戦）で披露される。
応援歌
其の一、其の二、其の三（復讐歌）がある。
同窓会
「馬城会」と称している。

## 沿革
旧制中学校時代
- 1898年（明治31年）
  - 4月1日 - 「福島県第四[3]尋常中学校」が創立。
  - 5月7日 - 中村尋常小学校（現・相馬市立中村第一小学校）校舎の一部を仮校舎として授業を開始。この日を創立記念日とする。
- 1899年（明治32年）
  - 4月1日 - 中学校令の改正により、「福島県第四[3]中学校」に改称（「尋常」が除かれる）。
  - 4月9日 - 第一校舎が完成し、移転を完了。後に第二・第三校舎が完成。
- 1901年（明治34年）
  - 4月1日 - 「福島県相馬中学校」に改称。
  - 4月27日 - 「福島県立相馬中学校」と改称（県の後に「立」が付される）。
- 1902年（明治35年）2月25日 - 寄宿舎が完成。100名余りの生徒を収容。
- 1903年（明治36年）
  - 3月30日 - 第1回卒業式を挙行。55名が卒業。
  - 4月 - 同窓会「馬城会」が発足。
- 1908年（明治41年）10月 - 校歌を制定。
- 1910年（明治43年）11月3日 - 校旗を制定。
- 1920年（大正9年）- 校舎を一棟増築。
- 1921年（大正10年）12月13日 - 寄宿舎1棟を焼失。
- 1923年（大正12年）- 校舎を一棟増築。
- 1930年（昭和5年）3月 - 寄宿舎を廃止。
- 1933年（昭和8年）12月16日 - 創立35周年を記念して同窓会による発起で講堂が建設される（現存）。
- 1941年（昭和16年）5月16日 - 生徒増加により、旧寄宿舎を校舎に改造。
- 1944年（昭和19年）7月15日 - 勤労動員が開始。5年生は福島方面、4年生は川崎方面、3年生は横須賀方面への出動となる。
- 1945年（昭和20年）
  - 4月1日 - 学校での授業を停止。ただし勤労動員は継続。
  - 4月15日 - 3年生の勤労動員の出動先が石川方面へと変更になる。
  - 9月 - 終戦により、授業を再開。
- 1946年（昭和21年）1月11日 - 冬期のみ小高、原町、鹿島、山下の4ヶ所に臨時分校を設置（1947年度（昭和22年度）まで）。
- 1947年（昭和22年）4月1日 - 学制改革（六・三制の実施）により、旧制中学校の生徒募集を停止。

新制高等学校
- 1948年（昭和23年）
  - 2月24日 - 保護者会が解散し、PTAが発足。
  - 4月1日 - 学制改革（六・三・三制の実施）により旧制中学校は廃止され、新制高等学校「福島県立相馬高等学校」が発足。通常制普通課程（現・全日制課程普通科）を設置。
  - 5月7日 - 創立50周年記念事業として郷土室を設置。
- 1949年（昭和24年）4月1日 - 高校三原則のなかの1つ（総合制）に基づき、通常制商業課程（全日制課程商業科）を設置。
- 1950年（昭和25年）4月1日 - 福島県立新地高等学校の中村分校（旧・中村高等女学校）を統合し、定時制3課程（農業課程・普通課程（夜間）・家庭課程別科）を設置。男女共学を開始。
- 1951年（昭和26年）4月1日 - 福島県立新地高等学校を統合し、新地農業部とする。
- 1955年（昭和30年）4月1日 - 定時制農業課程を新地農業部に、定時制家庭課程別科を福島県立相馬女子高等学校に移管。普通課程の女子生徒の募集を停止。
- 1956年（昭和31年）4月16日 - 鉄筋コンクリート造3階建ての新校舎（第一期工事）が完成。
- 1957年（昭和32年）4月 - 1959年（昭和34年）12月までの間 - 新校舎（第二期 - 第四期）が完成。女子生徒が卒業し、再び男子校となる。
- 1961年（昭和36年）4月 - 定時制課程（夜間）普通科の募集を停止。
- 1961年（昭和36年）10月 - 1962年（昭和37年）2月までの間 - 新校舎（第五期・第六期）が完成。
- 1962年（昭和37年）3月31日 - グラウンドを整備。
- 1964年（昭和39年）
  - 3月31日 - 定時制課程（夜間）普通科を廃止。
  - 4月1日 - 新地農業部が分離し、福島県立新地高等学校として独立。
- 1965年（昭和40年）7月22日 - 体育館が完成。
- 1967年（昭和42年）4月 - 商業科の募集を停止。
- 1969年（昭和44年）
  - 1月14日 - 図書館が完成。
  - 3月17日 - 柔剣道場が完成。
  - 3月31日 - 商業科を廃止。
  - 4月1日 - 理数科（男女共学）を設置。
- 1970年（昭和45年）8月5日 - プールが完成。
- 1983年（昭和58年）5月30日 - 校訓（誠実・剛健・博愛）を制定。
- 1984年（昭和59年）9月9日 - 同窓会館「馬城会館」が完成。
- 1990年（平成2年）4月 - 推薦入試を導入。
- 1994年（平成6年）3月22日 - 家庭総合実習室が完成。
- 2000年（平成12年）9月26日 - 若駒会館が完成。
- 2002年（平成14年）4月1日 - 二学期制を導入。校訓を「至誠」に改定。
- 2003年（平成15年）
  - 3月 - 新校舎が完成し、移転を完了。
  - 4月1日 - 普通科で男女共学を導入。
  - 10月 - 旧校舎を解体。
- 2004年（平成16年）
  - 3月31日 - 福島県立相馬東高等学校の移転に伴い、旧施設を譲り受ける。
  - 4月1日 - 文部科学省よりスーパーサイエンスハイスクール (SSH) に指定される（3年間、後に2年間の継続指定）。
  - 7月16日 - グラウンドの整備が完了。
- 2011年（平成23年）
  - 3月11日 - 東日本大震災の発生により被災。
  - 5月9日 - 福島県立原町高等学校のサテライト校が校舎内に併設される。
  - 5月12日 - 福島県立相馬農業高等学校のサテライト校が第二体育館内に設置される。
  - 8月10日 - 第二校舎敷地内に仮設校舎が完成し、福島県立原町高等学校（一部）・福島県立相馬農業高等学校および福島県立小高工業高等学校の3校が移転してくる。
  - 10月26日 - 原町高等学校のサテライト校を解消。
  - 11月14日 - 相馬農業高等学校のサテライト校を解消。
- 2012年（平成24年）
  - 3月31日 - 小高工業高等学校のサテライト校を解消（同校は南相馬市サッカー場仮設校舎へ移転）。
  - 4月1日 - 三学期制に戻す。

## 部活動
吹奏楽部は2007年に全日本アンサンブルコンテストで金賞を受賞している。
また吹奏楽部は2009年に東北大会金賞を受賞している。
- 運動系 - 陸上競技、サッカー、バレーボール、バスケットボール、野球、卓球、テニス、バドミントン、柔道、剣道、弓道、水泳
- 文化系 - 科学、郷土、吹奏楽、相馬太鼓、美術、演劇、茶華道、放送局、出版局

## 著名な出身者
- 荒中 - 元日本弁護士連合会会長
- 斎藤邦吉 - 元自民党幹事長
- 鈴木尚広 - 元プロ野球選手
- 鈴木安蔵 - 憲法学者、「憲法草案要綱」
- 高橋伊望 - 海軍中将
- 柴田武雄 - 海軍大佐
- 河内明夫 - 数学者
- 佐藤誠純 - 俳優
- 本田俊介 - NHKアナウンサー
- 佐藤哲夫 - バレーボール選手、ミュンヘンオリンピック金メダリスト
- 酒井大祐 - バレーボール選手
- 加藤清雄 - 獣医学者